# 溫菲爾德鎮區 (堪薩斯州吉里縣)
溫菲爾德鎮區（英語：Wingfield Township）為美國堪薩斯州吉里縣轄下的鎮區。2010年美国人口普查中此鎮區人口有136人。

## 地理
溫菲爾德鎮區涵蓋總面積為123.1平方（47.54平方英里），其中陸地面積為122.6平方（47.33平方英里），水域面積為0.54平方（0.21平方英里）或0.44%。海拔高度417（1,368英尺）。

## 人口統計
根據2010年美國人口普查，溫菲爾德鎮區人口有136人，其中男性有72人，女性有64人，人口密度為每平方公里1.10人，住房計73戶。鎮區內的白人有128人，非裔美國人有3人，美洲原住民有0人，亞裔美國人有0人，太平洋島裔美國人有0人，其他種族有0人，混血種族則有5人。此外鎮區內有0人為西班牙裔或拉丁裔美國人。此鎮區之年齡中位數為51.0歲，而男性年齡中位數為47.5歲，女性年齡中位數為53.0歲。

## 交通

### 主要公路
- 70號州際公路
- 40號美國國道
- 57號堪薩斯州州道